# 小山慶一郎
小山慶一郎（日语：／ Koyama Keiichirō，1984年5月1日—）日本傑尼斯事務所组合NEWS隊長。

## 概要
- 2001年1月21日，加入傑尼斯事務所。
- 因高中聯考沒考上第一志願而消沉時，姊姊幫他拍了照片並順手將照片寄去傑尼斯事務所而通過書面審查。
- 尊敬的前輩為嵐的櫻井翔。
- 個性天然，但本人沒有自覺。曾因為想上廁所而在行車導航輸入膀胱二字、戴兩副隱形眼鏡等事蹟。
- 是NEWS中最年長的成員，以溫柔著名，在NEWS扮演媽媽的角色。
- 死黨是NEWS成員的加藤成亮。兩人也經常一起逛街、出國旅行。
- 2007年台灣演唱會時，在機場貼心地為粉絲撿回掉在地上的海報，令該名粉絲感動落淚。
- 跟組合「Question?」的米村大滋郎及前「Ya-Ya-yah」的山下翔央同期。
- 有懼高症。在演唱會上升到高空時，手腳都會不停發抖，即使如此還是想做出帥氣的表情。
- 2011年原NEWS成員山下智久、錦戶亮退出NEWS後，自願擔任隊長一職。
- 最討厭吃的食物是番茄，但已於新聞節目外景時克服。
- 2018年6月，因与加藤成亮被曝和未成年女性饮酒劝酒，被杰尼斯要求在一段时间内停止所有活动。[1]
- 2018年6月26日，傑尼斯事務所官方網站公布同月27日活動再開。30日播出『MUSIC FAIR』節目為活動再開的首次出演。
- 2018年12月19日，由『news every.』主播藤井貴彦在節目上代為發表聲明信件，辭去『news every.』主播一職。 （页面存档备份，存于）
- 2024年3月13日，宣布與AAA的宇野實彩子於前一天（3月12日）結婚[2]。

### 家族
- 家中成員：媽媽和一位年長五歲的姊姊，與一隻名為的貓。
- 小學時父母離異。姊姊現在已婚並育有兩子一女，料理部落格非常有人氣，是一名主婦作家。
- 媽媽經營拉麵店，小山本人最喜歡媽媽親手作的煎餃。

### 學歴
- 私立橫濱隼人高等學校入學。後來轉學至神奈川縣立相武台高等學校，並於該校畢業。
- 大學為明治大学文學部的史學地理學科東洋史專攻，於2007年3月26日以模範畢業生身份畢業。(7758個畢業生中只有3人為模範畢業生。)
- 2011年考取手語技能檢定準二級的資格通過。

### 過往及現在參加團體
- Beautiful American Dreams(B.A.D.)
- Best Beat Dancing (B.B.D.)
- J-support
- K.K.Kity
- J2000
- 傑尼斯草野球隊
- NEWS

## 演出歷程

### 電視劇
- 致命一夜情〖原名:〗 飾演 （2004年1月17日—3月13日、日本電視台）
- 劇團演技者〖原名:〗 飾演 （2004年4月14日—5月12日、富士電視台）
- 小護士當家〖原名:〗 飾演 （護士助手・23歳）（2006年1月10日—3月21日、富士電視台）
- 詐欺獵人〖原名:〗 第2集 飾演 田邊智（2006年4月21日—2006年6月23日、TBS）
- 新娘犯太歲〖原名:〗飾演 安土次郎（2006年7月6日—9月21日、TBS）
- 小護士當家 特別篇 櫻川醫院最差的一天〖原名:〗 飾演 （2006年9月26日、富士電視台）
- 有閑俱樂部 第6集 飾演 刈穂裕也（2007年11月20日、日本電視台）
- Loss：Time：Life 〖原名:ロス：タイム：ライフ「刑警編」〗 第2集 主演 都並浩太（2008年2月2日、富士電視台）
- 0號室的客人 無法戰鬥的男人 〖原名:0号室の客　戦わない男〗第5個故事 主演 大山重人（2009年2月5日—2009年2月19日、富士電視台）
- 幸運7人組〖原名:ラッキーセブン〗飾演 時多孝次郎（2012年1月16日—3月19日、富士電視台）
- 重要參考人偵探〖原名:重要参考人探偵〗飾演 周防斎（2017年10月—12月8日、朝日電視台）
- 零 一獲千金遊戲〖原名:ゼロ 一獲千金ゲーム〗飾演 後藤ミツル（2018年7月15日 - 9月16日、日本電視台）
- 高杉家的愛心便當〖原名: 高杉さん家のおべんとう〗主演 高杉温巳（2024年10月3日 - 12月5日、日本電視台）

### 電視綜藝節目
- Ya-Ya-yah（2003年1月5日—2007年10月27日、東京電視台）[3]
- 明天可用的心理學!TEPPAN NOTE（2008年4月23日—2008年9月3日、每週三放送、TBS）[4]
- THE少年倶樂部（2000年4月9日—2011年、NHK衛星第2頻道）[5]
- Hi! Hey! Say!（2007年11月3日—2009年9月26日、東京電視台）[6]
- 走魂（2009年11月12日—2010年3月25日、日本電視台）
- 未来シアター (2012年4月6日—2015年3月27日、日本電視台)
- トーキョーライブ24時 ～ジャニーズが生で悩み解決できるの!?～（2014年3月31日、2014年4月7日、東京電視台）
- NEWSな2人（2015年7月3日・10月2日[51]、2016年1月8日[52] / 2016年4月22日[53] - 、TBS系） - MC：小山慶一郎・加藤シゲアキ
- おたすけJAPAN（2017年6月14日・2018年3月21日、フジテレビ） - MC

### 電視報導
- news every.（2010年3月29日—2018年12月19日、每週一~四出演、日本電視台）

### 電台節目
- （2005年4月4日—2024年3月26日、每週二播出、文化放送）

### 舞台劇
- SHOCK（2001年・2002年）
- High School Musical（2007年）主演[7]
- Loss：Time：Life~邁向真實的倒數~（2008年）主演:都並浩太
- Call(2009年1月30-3月1日)主演:山崎眞紀夫   (改編自美國電影絕命鈴聲)
- 0号室の客～帰ってきた男～（2010年11月13日 - 12月5日, 12月17日 - 12月20日）主演:大山重人役 (內容為電視劇:0号室の客 Fifth Story「戦わない男」的延伸故事)
- Hello,Goodbye(ハロー，グッドバイ)（11月5日～25日 東京グローブ座 11月30日～12月3日 森ノ宮ピロティホール) 主演:熊谷安吾役

### 演唱會
- 《相信台灣》（2003年10月10日、特別出演）
- 《A Happy "NEWS" year 2004》（2004年1月1日－4日、 「Le Meridien Grand Pacific Tokyo」 、共13場）
- 《SUMMARY of Johnnys World》（2004年8月8日－8月29日、原宿）
- 《NEWSnowCONCERT～～》（2004年12月28日－2005年1月7日、2個地點，共13場）
- 《NIPPON EAST TO WEST SPRING CONCERT～～》（2005年3月31日－5月5日、5個地點，共14場）
- Johnny's Theater （2005年7月26日－28日・8月30日 - 9月4日、共27場）
- 《A HAPPY "NEWS" YEAR 2006》（2006年1月3日－9日、2個地點，共12場）
- 《NEWS SPRING TOUR 2006》（2006年3月25日－4月30日、5個地點，共14場）
- 《NEWS Concert Tour 2007》（2007年2月17日－4月15日、8個地點，共21場）
- 《NEWS FIRST CONCERT 2007 in Taipei》（2007年10月6日・7日、台灣）
- 《NEWS CONCERT TOUR pacific 2007-2008》（2007年12月15日－2008年1月27日、10個地點，共28場）
- 《NEWS LIVE DIAMOND|NEWS WINTER PARTY DIAMOND》（2008年10月25日－2009年1月12日、10個地點，共39場）
- 《LIVE! LIVE! LIVE! NEWS DOME PARTY 2010》（2010年9月18日－2010年9月28日、2個地點，共7場）
- 《NEWS LIVE TOUR 2012 ～美しい恋にするよ～》（2012年8月14日－2012年9月30日、7個地點，共10場）
- 《NEWS LIVE TOUR 2013 NEWS MAKES YOU HAPPY! MAKES THE WORLD HAPPIER!》（2013年7月26日 - 2013年8月27日、7個地點，共14場）
- 《NEWS LIVE TOUR 2015 WHITE》(2015年3月20日-6月14日、7個地點，共13場)
- 《NEWS LIVE TOUR 2016 QUARTETTO》(2016年3月26日-6月12日、8個地點，共17場)
- 《NEWS LIVE TOUR 2017 NEVERLAND》（2017年4月1日-6月11日、9個地點，共23場）
- 《NEWS ARENA TOUR 2018 EPCOTIA》（2018年3月31日-5月20日、8個地點，共16場）
- 《NEWS 15th Anniversary LIVE 2018 Strawberry》（2018年8月11日-12日，1個地點，共2場)
- 《NEWS DOME TOUR 2018-2019 EPCOTIA-ENCORE-》 (2018年12月31-2019年1月6日，2個地點，共4場)
- 《NEWS LIVE TOUR 2019 WORLDISTA》 （2019年3月9日－5月26日、9個地點，共27場)

### 配音
- High School Musical2日語配音版（2007年9月17日、富士電視台） 飾演主角Troy Bolton

### 電視廣告
- Ultra Music Power「前輩們」篇（2007年11月12日 - 18日）

- LAWSON -「おにぎり屋」篇

```
              -「元氣になろーソン」篇
              -「からあげクン」篇 
              -「ミッフィーグッズ」篇
```

- RUSS-K -「增田+小山+山下」篇

```
              -「小山+錦戶」篇
              -「小山+錦戶+山下+手越+增田+加藤」篇
```

- KOSE -「HAPPY BATH DAY Precious Rose」

## 音樂作品
（以團體名義發行之唱片請參照NEWS的作品）
- EVERYBODY!
  - 「NEWSnowCONCERT 」 （於2004年12月28日~2005年1月7日，東京國際論壇大樓A大廳，大阪節日大廳發表。）
- DANCIN'☆ TO ME
  - 「Nippon East to West Spring CONCERT　日本橫斷 大切なひとへ 」（2005年3月31日~5月5日大阪城大廳，名古屋彩虹大廳，北海道綜合體育中心 （きたえーる），福岡國際中心，橫濱ARENA）發表。
- 青いイナズマ
  - 為SMAP的歌曲，在2005年7月26日Johnny's Theater 《SUMMARY 2005》的演唱會上由小山演唱。
- 羅密歐(日文歌名:ロメオ)
  - 和錦戶亮的合唱歌曲。在2006年冬天．春天的演唱會發表。
- Love Addiction
  - 於2006 年12月3日的「少年俱樂部」首次發表。
- 若隱若現主義(日文歌名:チラリズム)
  - 和加藤成亮的合唱歌曲。（於NEWS Concert Tour2007、2007年4月8日的「少年俱樂部」發表。）
- 船到橋頭自然直(日文歌名:なんとかなるさ)
  - 和山下智久、增田貴久的合唱歌曲。收錄於2007-11-7發行的NEWS-pacific專輯。
- Private Hearts
  - 本來是堂本光一為K.K.K寫的歌，在2007年冬天的演唱會以獨唱的形式發表，並且重新寫了RAP詞。
- 銀座ラプソディ
  - 和山下智久的合唱歌曲。於2008「NEWS WINTER PARTY DIAMOND」發表。
- 情不自禁主義者(日文歌名:ムラリスト)
  - 和加藤成亮的合唱歌曲，收錄於2008-11-19發行的NEWS-color專輯。
- 讓大家的世界合一讓更多的愛被給予和接受(日文歌名:みんながいる世界をひとつに愛をもっとGive&Takeしましょう)
  - 和山下智久、增田貴久的合唱歌曲。收錄於2008-11-19發行的NEWS-color專輯。
- 言いたいだけ
  - 和加藤成亮的合唱歌曲，在「LIVE! LIVE! LIVE! NEWS　DOME PARTY 2010」披露※作曲[作詞:小山慶一郎和加藤成亮)。
- Uri Sarang
  - 於2011 年2月11日的「少年俱樂部」首次發表。
- Starry
  - 收錄於2012-7-18發行的NEWS-愛的嘉卡芭娜單曲裡。
- Beautiful Rain
  - 收錄於2013-7-17發行的NEWS-NEWS專輯。
- ロメオ 2015
  - 收錄於2015-2-25發行的NEWS-White專輯。
- 愛のエレジー
  - 收錄於2016-3-9發行的NEWS-QUARTTETO專輯。
- ニャン太
  - 收錄於2017-3-22發行的NEWS-NEVERLAND專輯。
- 銀座ラプソディ
  - 重新翻唱，收錄於2018-3-21發行的NEWS-EPCOTIA專輯。
- Going that way
  - 收錄於2019-2-20發行的NEWS-WORLDISTA專輯。
- STAY ALIVE
  - 收錄於2020-3-4發行的NEWS-STORY專輯。

## 相關連結
- Johnny's Entertainment（日語）
- Johnny's Asia（日語）
- 小山慶一郎在互联网电影资料库（IMDb）上的資料（英文）

## 外部連結
- 小山慶一郎的X（前Twitter）
- 小山慶一郎的Instagram帳戶